# Mason jar

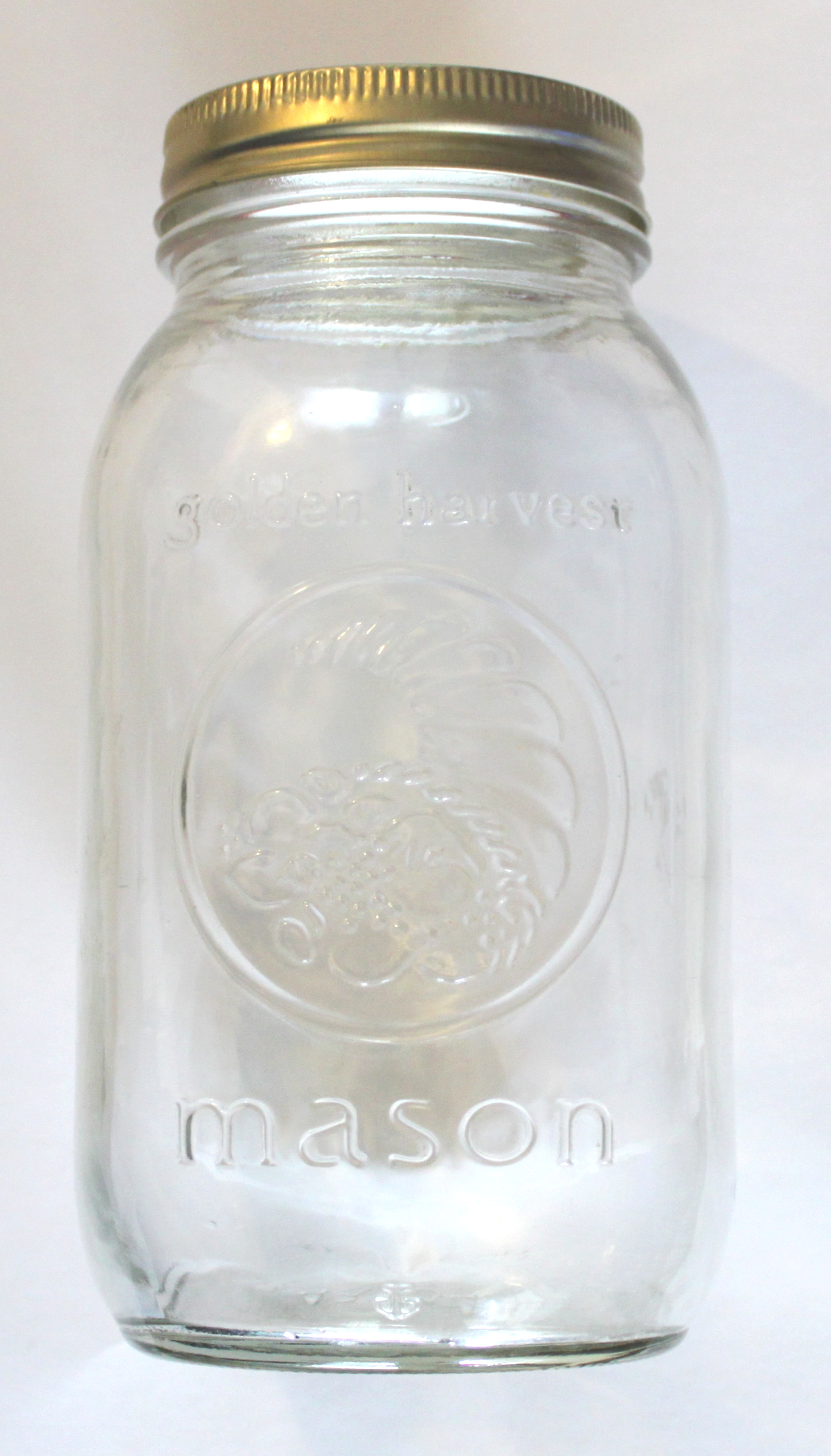
Mason jar met deksel

De Mason jar is een glazen weckpot die vooral in de Verenigde Staten gebruikt wordt om voedsel in te wecken en te bewaren. De opening is aan de buitenzijde voorzien van schroefdraad, zodat er een metalen ring op geschroefd kan worden. Deze metalen ring drukt, als je deze dicht draait, een losse metalen schijf tegen de rand van de pot. De metalen schijf is aan de onderzijde voorzien van een geïntegreerde rubberen ring, waardoor de pot luchtdicht afgesloten kan worden. 

## Geschiedenis
De Mason jar met zijn typerende deksel is in 1858 ontworpen door een tinsmid uit Philadelphia: John Landis Mason. Zijn uitvinding was uniek omdat het de eerste glazen pot was met schroefdraad.
Voor die tijd bewaarde men voedsel door op een glazen pot een plat deksel te leggen en deze af te sluiten met paraffine.

## De jar
De Mason jar is gemaakt van glas. Ze zijn hittebestendig en kunnen ingevroren worden. Mason jars hebben twee maten openingen die 'regular' of 'wide' genoemd worden en waarvan de diameters resp. 6 & 7,5 cm zijn.

## Toepassingen
De meest gebruikte toepassing van de Mason jar is het wecken van voedsel, hoewel met name de 'Ball' Mason jar ook steeds vaker wordt gebruikt als woonaccessoire, zoals bloemenvaas, wandhouder of drinkbeker. Vele lifestyleblogs delen ideeën en werkbeschrijvingen over hoe men de pot een andere functie kan geven. Ook brengen steeds meer bedrijven aangepaste deksels en opzetstukken op de markt, waardoor de multifunctionaliteit van de Mason jar vergroot wordt.  

## Europa
In Europa kennen wij de weckpot voor het inmaken van voedsel of het bewaren van droogwaren, zoals rijst. De Mason jar is hier vrij onbekend, maar wordt wel bij een aantal (web)winkels verkocht.